# Никола Пасхов
Никола Стефанов Пасхов или Пасков е български учител и революционер, деец на Вътрешната македоно-одринска революционна организация.

## Биография
Пасхов е роден на 1 януари или 1 февруари 1862 година в град Охрид, тогава в Османската империя, днес в Северна Македония. Племенник е на Кузман Шапкарев. В 1879 година отива в Дупница и учи в местната учителска семинария, а след закриването и в 1881 година се премества в Кюстендилската реална гимназия, където през 1883 година завършва V гимназиален клас. В периода 1885 – 1891 година работи като учител в Охрид и Струга, през което време описва запазените черковни и други старославянски надписи в областта и ги изпраща на Марин Дринов. По това време активно се бори със сръбската пропаганда в Македония. В автобиографията си разказва за опасностите, които среща по това време:
| „ | С знанието на местната власт, аз често обикалях българските училища и селата, а това въодушевяваше, както учителите, също и населението. При обиколките си не веднъж съм бивал прицелна точка на сръбските агенти, обаче, винаги лавирах с маршрута, даже и пред българските учители и селяни, без да могат да знаят, пътя и селото, които имах предвид да споходя на идния ден. | “ |

През 1886 година на Илинден в къщата на Климент Заров в Горна Порта в Охрид част от членовете на дружеството „Свети Климент Охридски“ Климент Заров, Антон Кецкаров, Лев Огненов, Никола Чудов, Яким Деребанов, Иван Лимончев, Никола Пасхов, Климент Шуканов и Анастас и Христо Маджарови участват в създаването на революционен кръжок. Членовете на кръжока обикалят селата в Охридската каза и агитират населението да отваря училища, да използва по-активно временното разрешение на османските власти да се въоръжава срещу върлуващите по това време албански разбойници, както и да избягва османските съдилища.
След това е секретар на българската митрополия в Битоля. Отново работи като учител от 1893 година в Куманово, Воден, Костур, Ениджевардар (1900 – 1901), Кукуш и други. В края на 1893 година, докато е главен учител на българските училища в Куманово, става член на ВМОРО. От 1903 до 1904 година, като учител в Гевгели, е член на околийския комитет на ВМОРО.
След Младотурската революция в ранната есен на 1908 година е изпратен от София за околийски екзархийски училищен инспектор в Лерин. Пасхов организира в Лерин български конституционен клуб, на който е избран за председател, а Анастас Митрев за секретар.
При избухването на Балканската война в 1912 година Пасхов е доброволец в Македоно-одринското опълчение и служи в нестроевата рота на 11-а сярска дружина. Носител е на кръст „Свети Александър“ VI степен.
Умира на 1 март 1932 година в Луковит.
Женен е за Хрисанта, дъщеря на Антон Митанов. Техен син е видният български хирург Наум Пасхов.